# Héctor José Cámpora
Héctor José Cámpora (Mercedes, 26 de marzo de 1909-Cuernavaca, 19 de diciembre de 1980) fue un político y odontólogo argentino, presidente de la Nación Argentina entre mayo y julio de 1973, presidente de la Cámara de Diputados de la Nación Argentina entre 1948 y 1953 y vicepresidente primero de la Convención Constituyente que sancionó la Constitución de 1949. 
Encarcelado por la dictadura establecida en 1955, se fugó con otros presos políticos en 1957, asilándose en Chile. Durante la Resistencia peronista, fue designado en 1971 por Juan Domingo Perón como su delegado personal en la Argentina. Desde ese cargo fue parte de la conducción que reorganizó al Partido Justicialista; ejecutó la Operación Retorno por la cual Perón regresó al país el 17 de noviembre de 1972 y frustró el plan de la dictadura instalada en 1966 de realizar elecciones bajo control militar, abriendo el camino para la recuperación de la democracia con las elecciones de 1973. Debido a la prohibición impuesta a Perón para presentarse como candidato a presidente de la Nación, el propio Perón lo designó como candidato en su lugar. Cámpora triunfó con el 49,5 % de los votos. 
Ejerció la Presidencia de la Nación durante 49 días en 1973, en la primera de las presidencias del ciclo histórico denominado «tercer peronismo». El período de su gobierno fue retrospectivamente conocido como «la Primavera camporista» (en comparación con la «Primavera alfonsinista» tras el fin del Proceso de Reorganización Nacional) o «Los 49 días del Tío» (el apodo que cariñosamente le asignaban a Cámpora los jóvenes militantes peronistas).
Su breve gobierno se destacó por el Pacto Social entre sindicatos y empresarios que sostuvo su política económica industrialista, una política internacional tercermundista y una política universitaria inclusiva con participación protagónica del movimiento estudiantil. Renunció a su cargo el 13 de julio de 1973, facilitando la realización de las primeras elecciones sin proscripciones desde 1955 en las que la fórmula Perón-Perón triunfó con el 62 % de los votos. Tras su renuncia se retiró a su hogar en San Andrés de Giles.
En 1975, ya fallecido Perón y durante la presidencia de Martínez de Perón, fue expulsado del PJ. La noche del Golpe de Estado del 24 de marzo de 1976 salvó su vida al escapar junto a su familia cuando una banda de sicarios intentó asesinarlo en su hogar. Logró asilarse en la embajada de México, donde permaneció poco más de tres años. Muy enfermo, en noviembre de 1979 la dictadura permitió que saliera de la misma para exiliarse en México, donde murió trece meses después.

## Primeros años
Nacido en la ciudad de Mercedes, (Provincia de Buenos Aires) en avenida 17 entre 14 y 16, nieto de inmigrantes genoveses, fue el cuarto hijo de Pedro Cámpora (1856-1921) y de su segunda esposa Juana Demaestre (1869-1960). Su padre había fundado un almacén de ramos generales en 1888, con el cual no amasó una gran fortuna. De su primer matrimonio con Catalina Lértora tuvo tres hijos y luego enviudó. Del segundo, con Juana Demaestre, tuvo cuatro. Héctor había sido el más pequeño de ellos.

## Militancia estudiantil y municipal
Cámpora cursó sus estudios secundarios en el Colegio Nacional Florentino Ameghino de Mercedes, donde lo eligieron presidente del centro de estudiantes y donde inició su militancia política. Al recibirse en 1928, quiso estudiar medicina en Rosario, pero no pudo ingresar y optó por cursar la carrera de Odontología en la Universidad Nacional de Córdoba, entre marzo de 1929 y diciembre de 1933. Su vocación política lo llevó a convertirse en dirigente estudiantil, aunque sin adherir a ningún partido.
En 1934 se recibió de odontólogo y se radicó en San Andrés de Giles, donde se casó el 15 de abril de 1937, con María Georgina Cecilia Acevedo Pérez (1917-1994), apodada "Nené", hija única de una viuda de cierta fortuna. Tuvieron dos hijos: Héctor Pedro en 1938 y Carlos Alberto en 1941. Mientras tanto, ejerció su profesión, fundó y presidió un club deportivo de extracción popular (Club Almafuerte) y fue intendente de la ciudad en el período 1944-1945.

## Primera etapa en la política

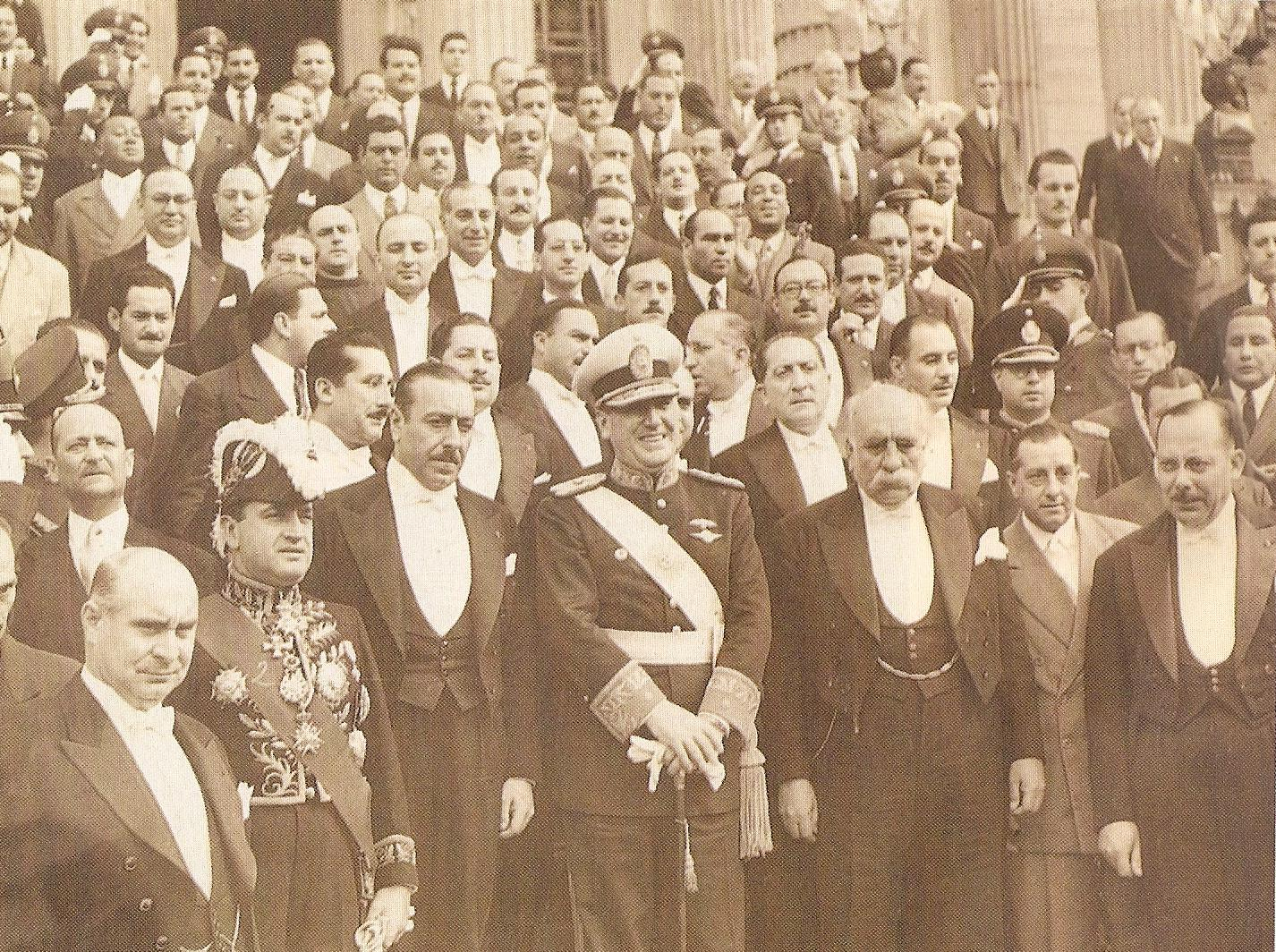
Cámpora (izquierda) junto a Perón (centro) y Hortensio Quijano (derecha) en 1946.

Cámpora comenzó su carrera política en las filas del conservador Partido Demócrata Nacional en San Andrés de Giles, siendo acercado por el exdiputado José Emilio Visca, también nativo de San Andrés de Giles, a las filas del naciente peronismo. En 1944 fue designado comisionado municipal por el gobierno surgido del golpe militar del 4 de junio de 1943 y conoció a Juan Domingo Perón. Luego integró los llamados Centros Cívicos Coronel Perón (o también conocido como Partido Independiente, dirigidos por el coronel Juan Filomeno Velazco, que, junto al Partido Laborista y la Unión Cívica Radical Junta Renovadora, contribuyó al triunfo electoral de Perón en 1946.
Fue elegido diputado en las elecciones generales de 1946. En junio de ese mismo año fue designado vicepresidente de la primera Junta Ejecutiva del Partido Peronista en la Provincia de Buenos Aires, que tuvo a su cargo la organización del partido en la provincia.
En 1948 fue elegido presidente de la Cámara de Diputados de la Nación, cargo que desempeñó hasta 1952. Mantuvo una posición política cercana a Eva Perón, de quien fue uno de sus principales colaboradores, razón por la cual ha sido considerado por algunos observadores como "evitista". En 1948 fue elegido convencional por la provincia de Buenos Aires para integrar la convención constituyente que sancionó la Constitución de 1949, de la que fue vicepresidente primero. En febrero de 1951 fue designado miembro del Consejo Superior Peronista.
En 1951, junto a la CGT, encabezó el movimiento popular que impulsó la candidatura de Eva Perón a la Vicepresidencia de la Nación. La candidatura de Evita se vio finalmente frustrada por la resistencia de los grupos conservadores y militares, y por el cáncer que ya la aquejaba y causaría su muerte al año siguiente. En las elecciones legislativas de 1951 fue reelecto como diputado nacional, con mandato hasta 1958 (mandato interrumpido por el golpe de Estado de 1955).
Luego del fallecimiento de Eva Perón en 1952, Cámpora fue desplazado de la presidencia de la Cámara, a partir de las sesiones de 1953, atribuyendo la maniobra al secretario de Asuntos Políticos de la Presidencia de la Nación Román Subiza. Intentó infructuosamente que Perón interviniera para evitar su desplazamiento y fue designado embajador plenipotenciario, misión que lo llevó a visitar diecisiete países. A su regreso, se reintegró a su puesto de diputado.

## La Resistencia peronista

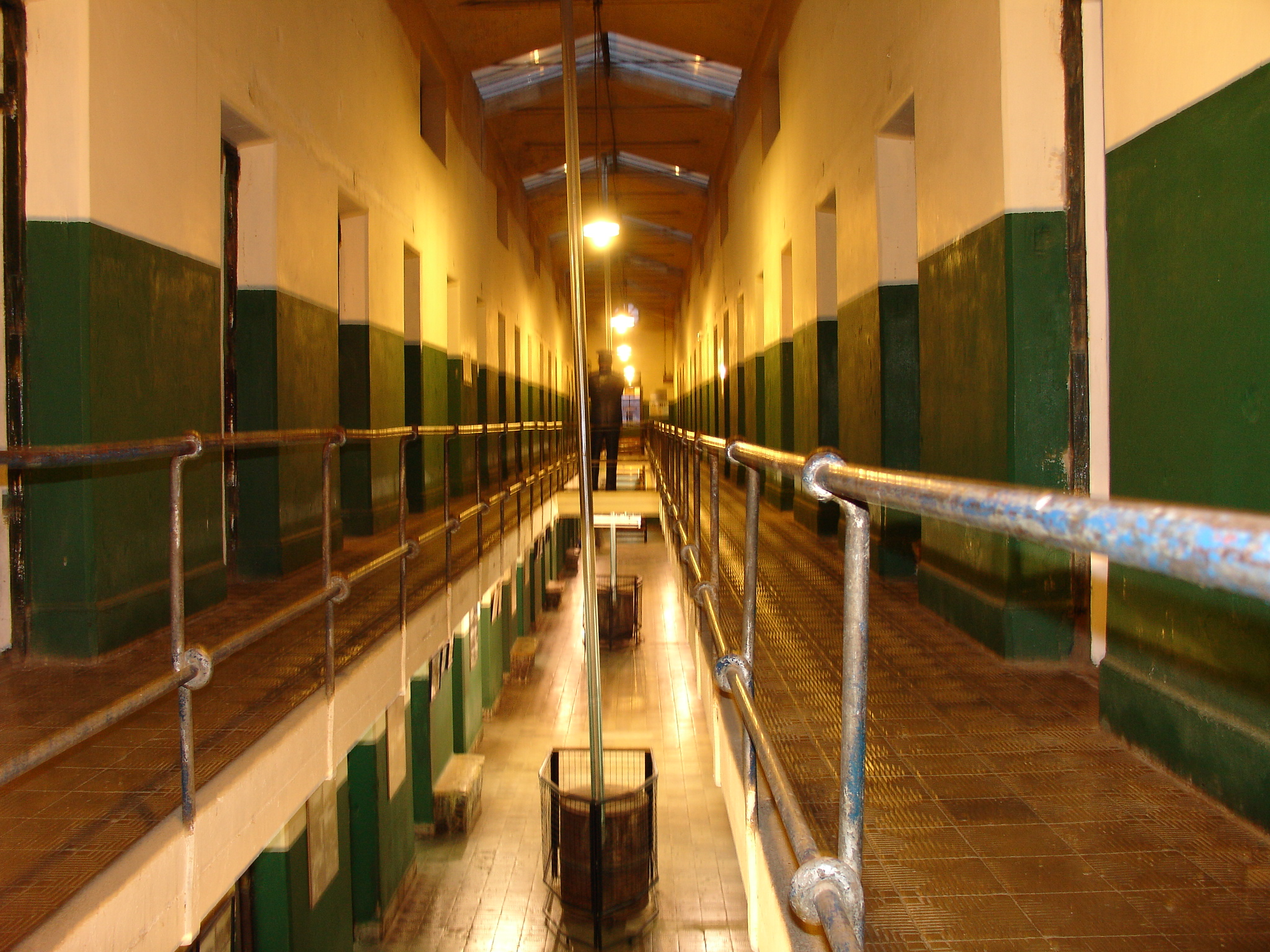
Penal de Ushuaia donde estuvo preso Cámpora. En diciembre de 1956 fue trasladado a la cárcel de Río Gallegos, de donde se fugó el 18 de marzo de 1957 junto a otros cinco dirigentes peronistas.

### Fuga de la cárcel
El 16 de septiembre de 1955 se realizó un golpe de Estado que derrocó los tres poderes del gobierno constitucional (incluyendo su cargo como diputado nacional) y de todas las provincias, instalando una dictadura autodenominada Revolución Libertadora, que abriría un período de proscripción del peronismo y de exilio obligado de Perón que se extendería por dieciocho años y que generaría lo que se conoce como la Resistencia peronista. Cámpora se mantuvo oculto durante unos días y luego se presentó en el Departamento de Policía, donde fue detenido.
La dictadura dispuso primero su encarcelamiento en el Penal de Ushuaia, donde permaneció hasta diciembre de 1956, cuando fue trasladado a la Cárcel de Río Gallegos (Unidad 15). Allí se encontraban once presos políticos, peronistas y comunistas. El 18 de marzo de 1957, Cámpora y otros cinco dirigentes peronistas (Jorge Antonio, Guillermo Patricio Kelly, John William Cooke, Pedro Gomis y José Espejo), se fugaron de la cárcel, en un hecho que conmocionó al régimen y a la opinión pública. La operación venía siendo organizada y financiada por el empresario Jorge Antonio, desde antes de la llegada de Cámpora. Bonasso sostiene que Cámpora debió obligar a José Antonio a incluirlo en la fuga. Luego de salir del penal, los seis dirigentes escaparon en un auto que los esperaba conducido por Manuel Araujo, hacia la frontera con Chile, donde ingresaron a pie por un área despoblada y procedieron a pedir asilo en la ciudad de Punta Arenas.
La dictadura exigió a Chile la extradición de las siete personas. La Corte Suprema de Justicia de Chile, resolvió el 24 de septiembre de 1957 en el expediente "Héctor Cámpora y otros s/ Extradición", rechazar la extradición de los seis dirigentes peronistas y aceptar la extradición de Manuel Araujo, argumentando que no se trataba de un dirigente político.
Una vez en Chile, Perón le indicó a Cooke, que los seis se dirigieran a Caracas, donde él se encontraba. Cooke le contesta en ese momento que Cámpora, si bien era un hombre leal, no era un hombre de lucha y había prometido no volver a actuar en política:

Cámpora, al ser detenido, le hizo una promesa a Dios de que jamás volvería a actuar en política. Como se pasa el día rezando, no creo que viole su juramento. En todo momento manifestó que no era hombre de lucha, así que no puede ser de utilidad. Aclaro que siempre reiteró su amistad y su reconocimiento hacia Ud., así que mis apreciaciones se aplican únicamente a sus posibilidades combativas.
Carta de John William Cooke a Juan D. Perón

Campora recién volvería a la Argentina una vez cerradas sus causas judiciales.

### Delegado personal de Perón
En 1965 Cámpora retomó la actividad política en su pueblo, siendo elegido como concejal del municipio de San Andrés de Giles. Al año siguiente fue derrocado junto al gobierno constitucional del radical del pueblo Arturo Illia.
El 28 de junio de 1966 las fuerzas armadas utilizaron la Doctrina de la Seguridad Nacional de Estados Unidos, para tomar el poder e instalar un nuevo tipo de dictadura permanente, que tenía como objetivo combatir la "infiltración marxista", durante la Guerra Fría. Este tipo de dictaduras ya se había establecido en Brasil en 1964 y a partir de 1973 se generalizaría en todo el Cono Sur. 
La dictadura adoptó el nombre de Revolución Argentina, recibió el apoyo de organizaciones empresariales y de un amplio sector del sindicalismo peronista, estaba dirigida por el general Juan Carlos Onganía. Una de cuyas primeras medidas fue abolir los partidos políticos. Anulado el Estado de derecho y bloqueada la actividad política, algunos conflictos sociales comenzaron a expresarse de manera subversiva e insurreccional. La palabra "subversión", precisamente, se convirtió en un lugar común para justificar la represión contra quienes resistían a la dictadura. En esas condiciones y con la actividad política abolida, los conceptos de "revolución" —que también usaban las dictaduras— y "liberación", prendieron con fuerza en la juventud, incluso en las clases medias. La resistencia a la dictadura se expresó a partir de 1969 por medio de puebladas insurreccionales, como el Cordobazo, y el surgimiento de organizaciones guerrilleras peronistas y no peronistas.
El estado generalizado de insurrección causó la caída de Onganía en 1970. La dictadura intentó una salida electoral que incluía al peronismo, pero que debía estar controlada por los militares y consagrar finalmente como presidente, al general Alejandro Agustín Lanusse, como resultado de un pacto denominado Gran Acuerdo Nacional (GAN). Perón designó como su delegado personal a Jorge Daniel Paladino, que exhibió una postura favorable aceptar el pacto con los militares, en la mesa de partidos políticos denominada La Hora del Pueblo, creada para negociar con la dictadura. Sin embargo, en 1971 Perón cambió de estrategia y apoyándose en la tendencia revolucionaria del peronismo y en un acuerdo reservado con su histórico adversario, el radical del pueblo Ricardo Balbín, decidió impulsar una salida civil respaldada en un acuerdo entre la CGT y la CGE, sin ningún control militar.
Para conducir ese cambio de estrategia, Perón designó en 1971 a tres personas: Héctor Cámpora, como su nuevo delegado personal; Juan Manuel Abal Medina, como secretario general del Movimiento Peronista y Rodolfo Galimberti —cercano a Montoneros—, como secretario de la Juventud Peronista. A ellos tres se sumó al apoyo brindado a José Ignacio Rucci al frente de la CGT, enfrentado a la mayoría del sindicalismo peronista de ese momento, que mantenía una postura favorable al GAN y de postergación de la vuelta de Perón al país.
En tal carácter, participó del Operativo Retorno que logró la vuelta de Perón a la Argentina, luego de 17 años de persecución, el 17 de noviembre de 1972, acompañando al líder justicialista en el avión. Durante el mes que Perón permaneció en el país, logró anudar acuerdos con los principales partidos políticos, la CGT y la CGE y formar el Frente Justicialista de Liberación Nacional (Frejuli), con el frondizismo, un sector de la democracia cristiana y el Partido Conservador Popular. Los acuerdos políticos y sectoriales cerrados por Perón en su estadía en Buenos Aires, hicieron fracasar definitivamente el Gran Acuerdo Nacional que impulsaba el general Lanusse, pero la dictadura estableció a su vez la regla de que los candidatos debían residir en el país, prohibiendo de ese modo la candidatura de Perón. La intención original del líder justicialista era realizar una alianza peronista-radical, de "unidad nacional", que presentara la fórmula Perón-Balbín, pero el impedimento establecido por la dictadura y la oposición interna en ambos partidos, frustró dicha opción. El gobierno militar había establecido también un sistema electoral de doble vuelta, creyendo que la ausencia de Perón y los casi veinte años de proscripción del peronismo, aseguraban que el peronismo no obtendría la mayoría absoluta de los votos en la primera vuelta, abriendo el camino así al triunfo de una amplia coalición antiperonista en la segunda vuelta, liderada por Balbín.
Así planteados los hechos, Perón designó a Cámpora como candidato a presidente del Frejuli en su lugar. Fue consagrado el 14 de diciembre de 1972, por el Congreso del Partido Justicialista, donde la rama sindical, liderada por Rogelio Coria, se resistió durante varias horas a aceptar que Cámpora fuera el candidato, hasta que pudieron confirmar que esa era la orden de Perón, ya de regreso en Madrid desde dos días antes.

## Elecciones del 11 de marzo de 1973

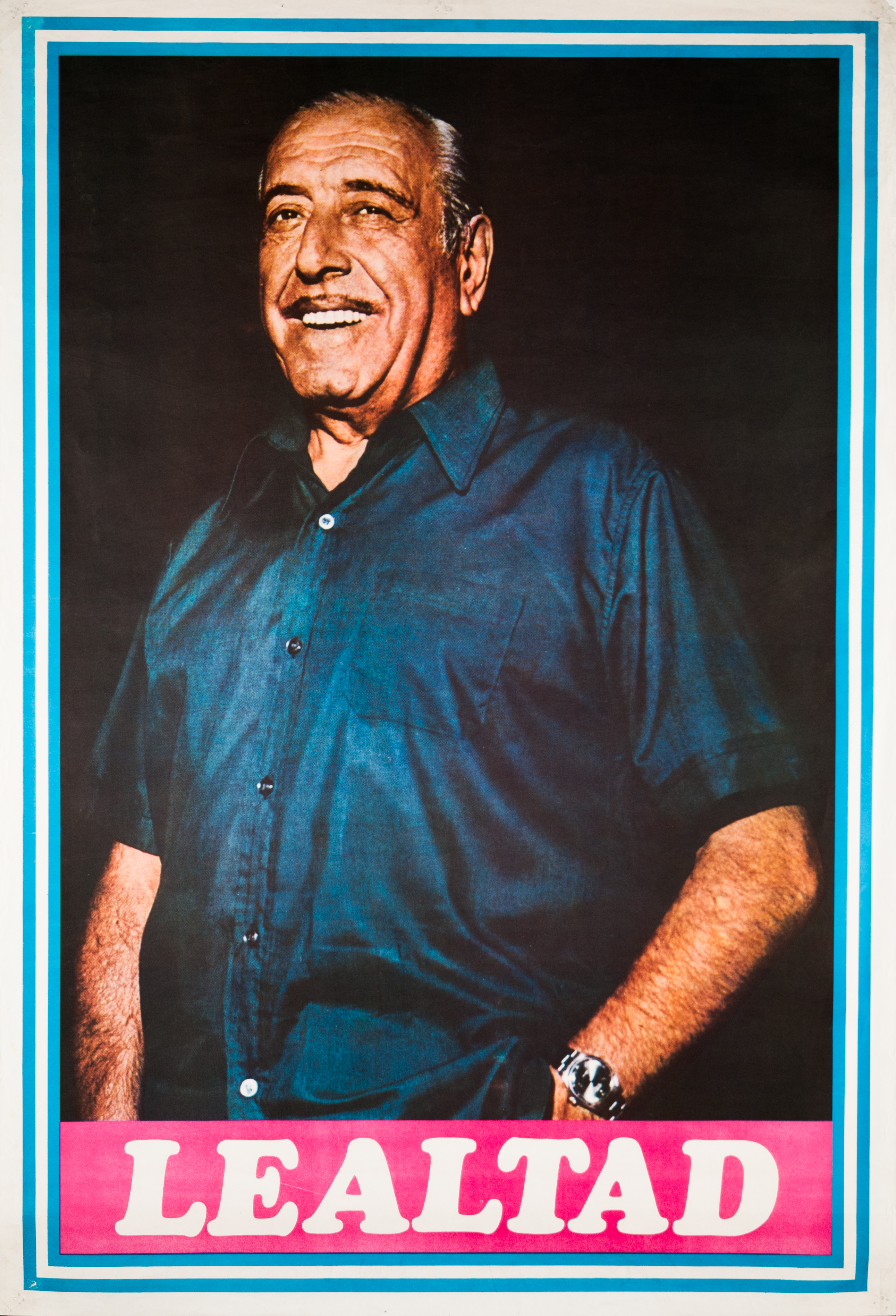
Retrato de Cámpora en el afiche utilizado por el FREJULI para las elecciones del 11 de marzo de 1973.

Para las elecciones del 11 de marzo de 1973, el Frejuli presentó la candidatura presidencial de Cámpora, acompañado en la fórmula por Vicente Solano Lima, del Partido Conservador Popular, un histórico dirigente del conservadurismo argentino, que había sido  una de las figuras del antiperonismo antes de que Perón fuera derrocado.
El Frejuli lanzó su campaña electoral el 21 de enero con un acto en el parque municipal de San Andrés de Giles, donde vivía Cámpora, con el lema "Cámpora al gobierno, Perón al poder". Tanto el peronismo, como el radicalismo, utilizaron el concepto de "liberación nacional" como mensaje central de la campaña. Por entonces las organizaciones guerrilleras peronistas y la Tendencia Revolucionaria, se habían fortalecido y ganado una gran popularidad por el papel desempeñado en la campaña por la vuelta de Perón.
La prohibición de la candidatura de Perón y de su presencia en el país durante la campaña electoral, impulsó aún más el papel protagónico del peronismo combativo, llevándolo a asumir el mayor peso de la campaña electoral que llevaría a Cámpora a la Presidencia. El sindicalismo peronista casi no actuó en la misma, contribuyendo también al acercamiento entre Cámpora y los jóvenes del peronismo revolucionario.
Ya en agosto de 1972, los sectores más duros de las Fuerzas Armadas habían intentado frenar el proceso electoral que impulsaba el general Lanusse, produciendo un grave acto de terrorismo de Estado conocido como la Masacre de Trelew. El ministro del Interior y dirigente radical Arturo Mor Roig, había asegurado que el peronismo no superaría el 37% y que en la segunda vuelta triunfaría el candidato de la UCR. Pero durante la campaña fue quedando en evidencia que el apoyo al peronismo superaba largamente las estimaciones de la dictadura. Crecieron las presiones militares y de los sectores conservadores para no realizar las elecciones y a fines de enero el propio Lanusse pensó seriamente en postergar las elecciones generales, para reemplazarlas por un sistema escalonado que comenzara por el nivel municipal.

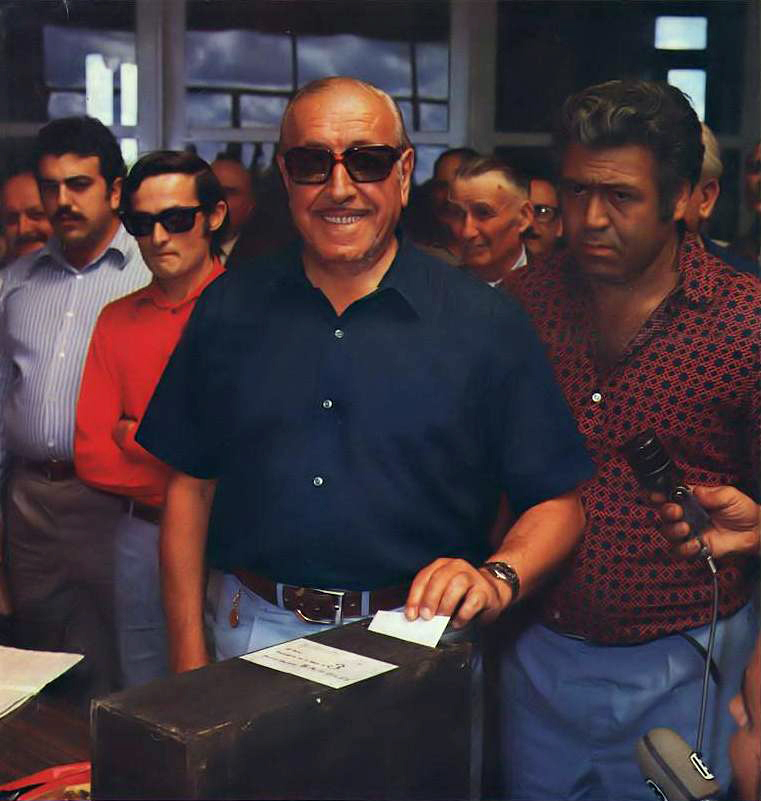
Cámpora votando durante las elecciones del 11 de marzo de 1973. (Revista Siete Días Ilustrados).

El 28 de enero el fiscal general Gervasio Colombres solicitó al Tribunal Electoral la disolución del Frejuli, provocando una condena casi unánime de los partidos políticos. El 5 de febrero la dictadura tensó aún más el clima prohibiendo nuevamente la presencia de Perón en Argentina, hasta que asumiese el gobierno democrático. El 7 de febrero los generales del Ejército firmaron un compromiso público "hasta el 25 de mayo de 1977 de garantizar la continuidad del proceso de institucionalización y la estabilidad del próximo gobierno", pero la Marina y la Aviación se negaron a asumir ese compromiso. Un estudioso del movimiento guerrillero argentino, el coronel Eusebio González Breard, que actuaría como uno de los jefes del Operativo Independencia a partir de 1975, sostenía en 1984 que la estrategia de los militares era dejar que las organizaciones guerrilleras incrementaran sus ataques contra Perón en democracia, para facilitar un nuevo golpe de Estado. César Urien cuenta que en aquel momento, un capitán de la Armada le dijo que estaban "dispuestos a matar un millón de personas" para evitar que el peronismo hiciera una revolución. Los grupos que habrían de instalar la dictadura terrorista en 1976, pusieron desde este momento al general Lannuse en la lista de enemigos.
El jueves 8 de marzo finalizó la campaña electoral.El viernes 9 y el sábado 10 de marzo, la televisión difundió extensamente un mensaje del general Lanusse, en el que hizo notar claramente su rechazo al FREJULI y sostuvo que de la población dependía votar a un gobierno "realmente democrático", que garantizara que no hubiera nuevos golpes de Estado. El domingo 11 de marzo se realizaron las elecciones. Al día siguiente el gobierno anunció que el FREJULI había obtenido el 49% de los votos, con casi 30 puntos de diferencia sobre la UCR que salió segunda, y el ministro del Interior Arturo Mor Roig declaró que era "innecesaria" la convocatoria a una segunda vuelta. Cámpora difundió de inmediato un mensaje de Perón pidiendo a los futuros gobernantes reducir "lo más rápidamente posible las necesidades de los sectores más humildes" y convocando a la unidad. El 17 de marzo Alende, que fue la cuarta fuerza electoral, declaró que la APR apoyaría al FREJULI en la segunda vuelta. 
El 30 de marzo la Junta Militar anunció el resultado oficial: 5.908.414 votos (49,56%) para el FREJULI y 2.537.605 (21,29%) para el radicalismo, y la Cámara Electoral dispuso la realización de una segunda vuelta. Balbín entonces anunció que la UCR no participaría de la misma y la Cámara proclamó a Cámpora-Solano Lima el 3 de abril. 
El FREJULI también había ganado en primera vuelta en 9 de las 22 provincias entonces existentes (Buenos Aires, Catamarca, Chaco, Jujuy, La Rioja, Río Negro, Salta, Santa Cruz y Tucumán) y ganaría en segunda vuelta 11 de las 13 restantes (Córdoba, Corrientes, Chubut, Entre Ríos, Formosa, La Pampa, Mendoza, Misiones, San Juan, San Luis y Santa Fe).

### La transición

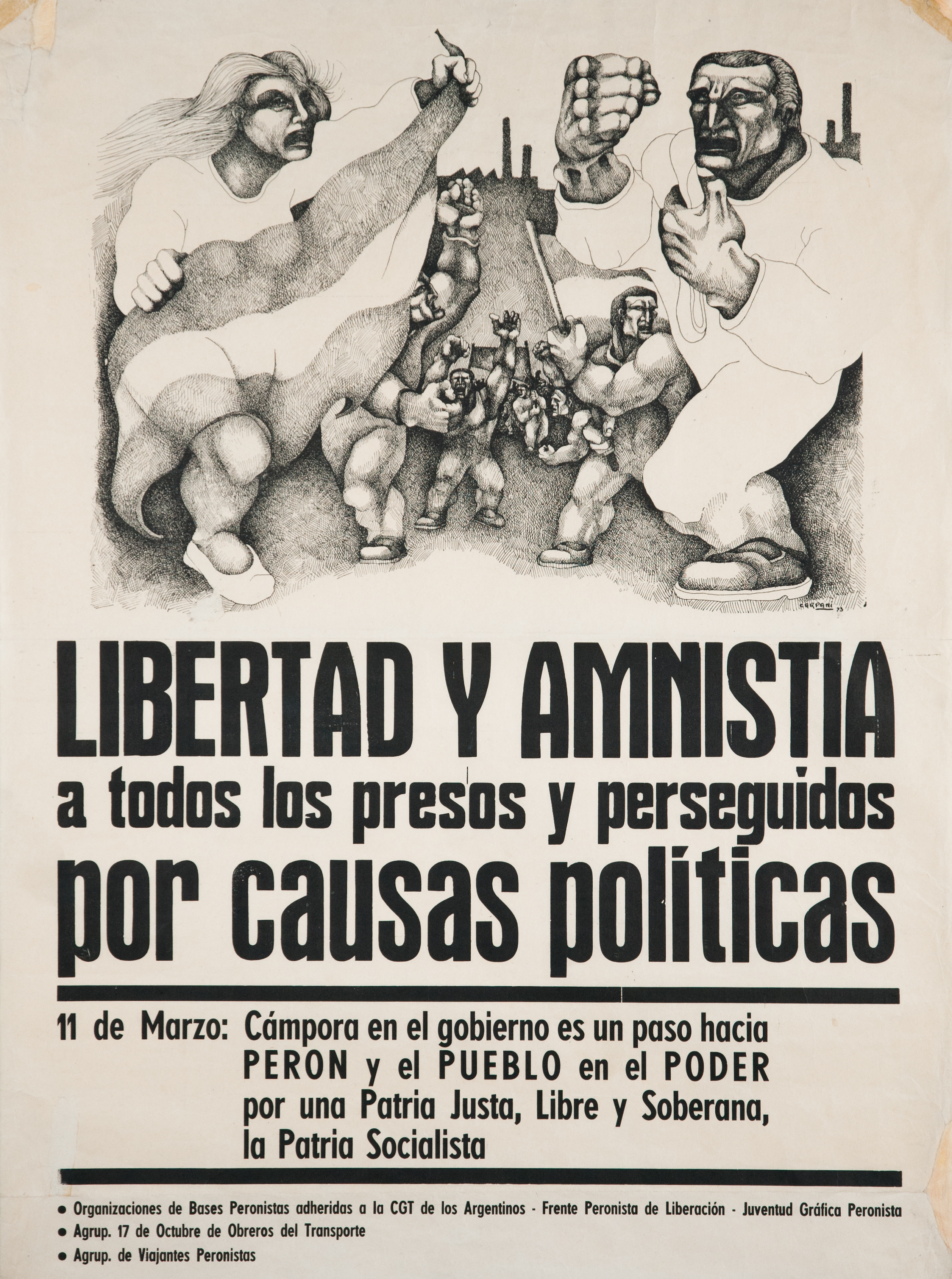
Afiche del FREJULI de la campaña electoral de 1973, proponiendo la libertad de todos los presos políticos y una amplia amnistía. (Dibujo de Carpani).

La transición estuvo marcada por tres problemas centrales: cómo subordinar a los militares al nuevo poder civil democrático; cómo insertar en el orden constitucional a las organizaciones guerrilleras que habían combatido la dictadura; y cómo realizar la amnistía de los delitos políticos cometidos durante la dictadura. El contexto mundial por su parte estaba marcado por la Guerra Fría y la Doctrina de la Seguridad Nacional de Estados Unidos, que exigía que los países latinoamericanos utilizaran sus fuerzas armadas para reprimir la "infiltración marxista".
Para los militares que habían controlado el poder político en los anteriores dieciocho años, el triunfo contundente del peronismo, significó un fracaso histórico y generó un gran desconcierto sobre los pasos a seguir. Lanusse ofreció renunciar y los sectores más recalcitrantes de las Fuerzas Armadas, proponían obligar a Cámpora a evitar todo contacto con Perón y someterse al control de las Fuerzas Armadas, o incluso anular las elecciones y negociar una nueva salida electoral sin la participación del peronismo. La Junta de Comandantes rechazó esas opciones pero intentó negociar condiciones con Cámpora para el ejercicio del poder, oponiéndose a una amnistía que alcanzara a los guerrilleros que habían combatido la dictadura y a un mando civil sobre las fuerzas armadas en las que perdieran autonomía. La Junta presionó además a Cámpora, lanzando el 18 de abril una operación de alcance nacional contra los grupos guerrilleros.
Por su parte, los grupos guerrilleros mantuvieron el asedio sobre la dictadura, en especial sobre los sectores que buscaban evitar que asumiera el gobierno democrático y querían implantar una nueva dictadura. El ERP particularmente, hizo pública una declaración el 13 de abril, en la que reconocía que el gobierno de Cámpora representaba la voluntad popular y anunciaba que no lo atacaría si a su vez el gobierno no disponía medidas represivas contra el ERP, pero aclaraba que seguiría "combatiendo militarmente a las empresas y a las fuerzas armadas contrarrevolucionarias". Por su parte, las guerrillas peronistas (FAP, FAR y Montoneros), decidieron suspender la lucha armada a partir de la asunción del gobierno democrático, pero también mantenerse organizadas, ante la eventualidad de que surgieran organizaciones armadas que atacaran al peronismo revolucionario. El 20 de abril Rodolfo Galimberti anunció que era partidario de crear "milicias populares", hecho al que Perón mismo respondió expulsándolo del Consejo Superior del Movimiento Peronista, donde representaba a la juventud, siendo designado en ese cargo Dante Gullo. 
El 30 de abril el ERP asesinó al almirante Hermes Quijada, autor de la versión oficial que encubrió la Masacre de Trelew, pocos meses antes. La dictadura declaró la ley marcial y la Marina estuvo cerca de evitar que asumiera el gobierno democrático. El 3 de mayo el jefe de la Aviación Naval capitán Horacio Mayorga llegó a declarar ante la prensa sobre la posibilidad de tener que recurrir a "la ley de la selva". Ese mismo día Cámpora y Solano Lima se reunieron, en la casa del primero, con la Junta de Comandantes, logrando neutralizar a los sectores más duros, pero sin alcanzar una fórmula que permitiera resolver el dilema de la circularidad la violencia política para poder desescalarla, ni ponerse de acuerdo sobre la amnistía. Los militares exigían que no fueran amnistiados los guerrilleros que habían cometido asesinatos y secuestros, mientras que la Alianza Popular Revolucionaria exigía que no fueran amnistiados los militares que habían cometido delitos de lesa humanidad; el gobierno electo en cambio proponía una amnistía "amplia y generosa", que incluyera a todos, como se había comprometido en su programa electoral. En una de esas negociaciones Righi, uno de los hombres de máxima confianza de Cámpora, le señala a Lanusse: 

General, se trata de que no haya más velorios, terminemos con esta historia de que ustedes van a uno y nosotros a otro.
Esteban Righi

Perón y Cámpora suponían que una vez instaladas las autoridades democráticas, las acciones guerrilleras no tendrían razón de ser e irían disminuyendo. En los últimos días la prensa anunció que la dictadura estaba considerando una ley de amnistía limitada, pero la misma no se concretó y aunque dos días antes fueron liberadas 96 personas detenidas al cesar el estado de sitio, el poder se transfirió con casi cuatrocientos presos políticos.

### 25 de mayo: el día de la recuperación de la democracia

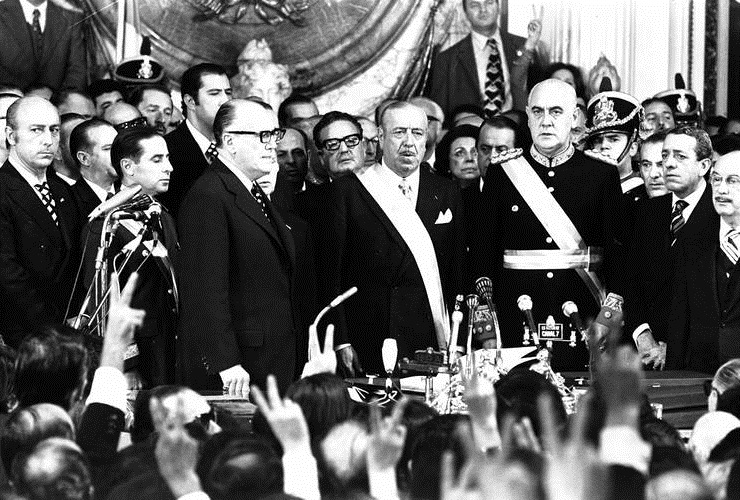
El dictador general Alejandro Agustín Lanusse le entrega el mando al presidente electo Héctor J. Cámpora. Detrás de Cámpora puede verse al entonces presidente de Chile, Salvador Allende y en el público asistente la «V» de la victoria que caracteriza el saludo peronista.

Cámpora asumió el 25 de mayo de 1973, dándose así por finalizado el período dictatorial de la autoproclamada Revolución Argentina. Acudieron al acto de investidura, entre otros, el entonces presidente socialista de Chile, Salvador Allende, y el de Cuba, Osvaldo Dorticós. En la tradicional plaza de Mayo, se concentraron para recibirlo más de un millón de personas.
El día de transferencia del mando de los militares a un gobierno peronista elegido democráticamente, luego de 18 años de que los militares derrocaran a Perón, fue denominado por diversos medios de prensa como "El día más largo del siglo para los argentinos", y al cumplirse cuarenta años, el periodista del diario La Nación Pablo Mendelevich, reconocería que la proscripción del peronismo había sido "un error histórico".
Una enorme multitud calculada entre 200 mil y 700 mil personas, ocupó la zona entre el Congreso y la Casa Rosada, para celebrar el fin de 18 años de dictaduras y proscripciones. La multitud agredió a los tres dictadores que integraban la Junta Militar, insultándolos y destruyendo los vidrios del auto que traía al jefe de la Aeronáutica brigadier Carlos Rey y agrediendo físicamente al almirante Carlos Coda, imputándole la Masacre de Trelew, quien repelió la agresión mediante disparos de su custodia hiriendo gravemente a doce personas. Pese a ello, el acto finalizó sin otros incidentes y mientras Rey y Coda se retiraron en helicóptero, Lanusse lo hizo en auto diciendo "Yo no me ando escapando de nadie. Me voy por donde vine”. Estuvieron presentes los presidentes de Chile Salvador Allende, de Cuba Osvaldo Dorticós y de Uruguay Juan María Bordaberry. También estuvo presente el secretario de Estado de los Estados Unidos, William Rogers, acompañado por el futuro jefe de la CIA, William Casey.
Con el pueblo en la calle, el gobierno democrático tuvo que enfrentar ese mismo día su primer conflicto, a raíz del reclamo masivo de liberación de los presos políticos de la dictadura, algo a lo que el Frejuli se había comprometido en la campaña electoral. Para el momento que Cámpora juró como presidente, poco después del mediodía, ya había unanimidad en el Congreso de que la amnistía debía ser amplia y comprender a todos los presos políticos. Esteban Righi, aún antes de jurar como ministro del Interior, había pasado toda la noche anterior consensuando con todos los bloques un proyecto común, que debía ser aprobado —y así lo fue— el día 27.

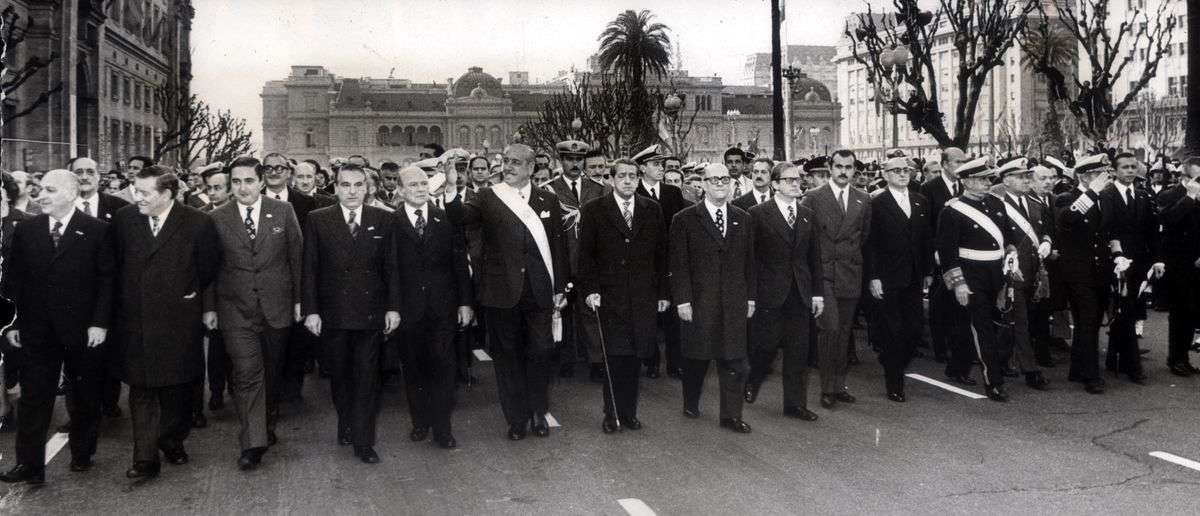
Cámpora junto a su Gabinete de Ministros en la plaza de Mayo luego de su asunción, se dirigen a la Catedral Metropolitana para la celebración del Te Deum por el 25 de mayo de 1973.

Pero las agrupaciones políticas que tenían a sus militantes presos, comenzaron de inmediato a presionar al gobierno de Cámpora para que liberara a los presos ese mismo día, sin demoras. Finalizada la ceremonia de asunción, una enorme manifestación estimada en 50 mil personas, conocida como la "Marcha de la Liberación", se dirigió en Buenos Aires a la cárcel de Devoto, para liberar a los presos que allí estaban, desencadenando una pueblada que se ha conocido como el Devotazo, aunque lo mismo sucedía en otras cárceles del país.
El gobierno intentó negociar con los presos políticos que esperaran dos días, hasta que el Congreso sancionara la ley de amnistía. Pero los presos políticos y sus organizaciones, exigieron la liberación inmediata. La multitud había comenzado por entonces a asaltar las cárceles para liberar a los presos sin esperar orden oficial alguna. Unos disparos efectuados desde fuera de Devoto fueron la excusa para que, desde dentro de la cárcel, la guardia armada tirara con las subametralladoras PA3 y  dos manifestantes (Carlos Sfeir, de 17 años, y Oscar Lisak, de 16) ya habían sido asesinados por las fuerzas que custodiaban la cárcel.
Ante la magnitud que había tomado la movilización y para evitar que hubiera una matanza, en la madrugada del 26 de mayo, Cámpora dictó el Decreto 11/1973 disponiendo el indulto de 372 personas, identificadas en la norma. El 27 de mayo el Congreso de la Nación sancionó por unanimidad la Ley N.º 20.508 disponiendo la amnistía todos los delitos políticos, incluyendo "los cometidos con motivo o en ocasión de una huelga, un paro, ocupación de fábrica u otra medida de fuerza o para servir a estos"  y disponía que "en razón de la amnistía que se concede nadie podrá ser interrogado, investigado, citado a comparecer ni obligado a soportar ninguna molestia". El hecho sería muy criticado por los sectores de derecha y permanecería en el futuro como un tema recurrente de los cuestionamientos al gobierno de Cámpora. Entre los fugados ilegalmente estaba François Chiappe, mafioso nacido en Córcega, que salió por la puerta de Devoto con los militantes revolucionarios liberados sin que nadie se lo impida. No figuraba en la lista de liberados elaborada por el Ministerio del Interior, pero sí aparecía en la preparada por el Servicio Penitenciario Federal.

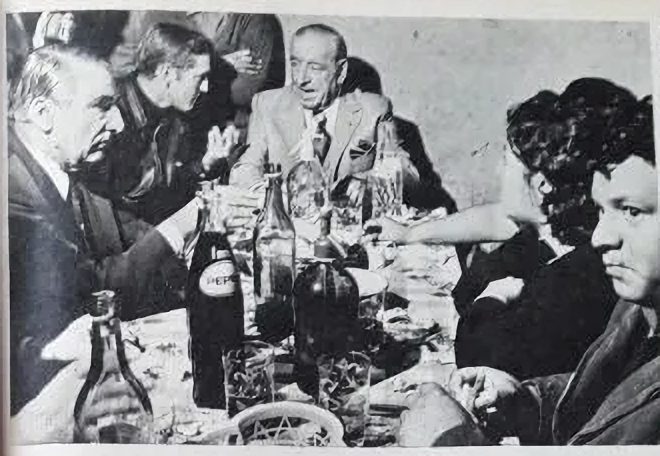
Raúl Lastiri, Héctor Cámpora y el padre Carlos Mugica comiendo asado en la villa. Mayo de 1973. Revista Panorama.

## Presidencia
Héctor Cámpora asumió como presidente el 25 de mayo de 1973, con el apoyo popular que le garantizaba su lealtad a Perón, a quien la dictadura le prohibió participar en las elecciones. Su gobierno duraría 49 días y es conocido como "la primavera camporista".
El gobierno de Cámpora duró apenas 49 días, del 25 de mayo al 13 de julio de 1973. Su breve gobierno se caracterizó por la búsqueda de acuerdos políticos y sociales, tanto dentro como fuera del peronismo. El Pacto Social entre el gobierno, los sindicatos y los empresarios, fue una de sus medidas más destacadas. Internacionalmente adoptó una política de no alineamiento en la Guerra Fría y fortalecimiento de las relaciones latinoamericanas. Durante su gobierno se producirá por una fuerte puja, tanto dentro del peronismo, como fuera del peronismo, con la intención de redefinir la relación de fuerzas al inicio del período, en el que la Tendencia Revolucionaria había adquirido una considerable adhesión popular, especialmente entre los jóvenes.
Durante este período Montoneros decidió suspender la lucha armada y emprendió una política de relaciones con las Fuerzas Armadas que se expresó, a su propuesta, en la designación del general Jorge Carcagno, como comandante en jefe del Ejército, abandonando la Doctrina de la Seguridad Nacional —que identificaba como enemigo al marxismo—. Hasta diciembre de 1973 Montoneros y las Fuerzas Armadas mantendrían un diálogo fluido a través de los coroneles Jaime Cesio y Carlos Dalla Tea, que se vería interrumpido cuando Perón, ya presidente, removió a Carcagno.

### Contexto internacional
Cuando el peronismo ganó las elecciones el 11 de marzo de 1973, la situación política y económica general en el mundo favorecía el desarrollo de experiencias políticas populares y sindicales, impulsadas por las ideas económicas del keynesianismo y el desarrollismo. A comienzos de ese año Estados Unidos reconoció su fracaso en la guerra de Vietnam firmando los acuerdos de paz con Vietnam del Norte, que establecieron su retiro de Vietnam del Sur. El poder de Estados Unidos también aparecía debilitado por el caso Watergate que llevaría al presidente Richard Nixon a renunciar en agosto de 1974. Simultáneamente, ante la Guerra Fría entre la OTAN y el bloque comunista, se fortalecía el Tercer Mundo —término que se generaliza en esos años—, con los movimientos de liberación nacional y el Movimiento de Países No Alineados.
Pero a partir de agosto de 1973, cuando se inició la Crisis del petróleo, la situación económica y política se deterioraría rápidamente en todo el mundo, y particularmente en el Cono Sur de América Latina. El 27 de junio se produjo un golpe de Estado en Uruguay y el 11 de septiembre otro golpe de Estado derrocó a Salvador Allende en Chile, imponiendo los primeros regímenes de terrorismo de Estado, que en los años siguientes se extenderían a todo el Cono Sur y a gran parte de los países latinoamericanos, coordinados desde Estados Unidos por el Plan Cóndor, bajo la Doctrina de la Seguridad Nacional. Simultáneamente, en la Escuela de Economía de la Universidad de Chicago, dirigida por Milton Friedman comenzó a tomar cuerpo el neoliberalismo, un modelo económico basado en el monetarismo que sustituiría al patrón oro. La primera aplicación del neoliberalismo en América Latina se realizaría en 1975, bajo el amparo de la dictadura chilena de Pinochet.

### Gabinete

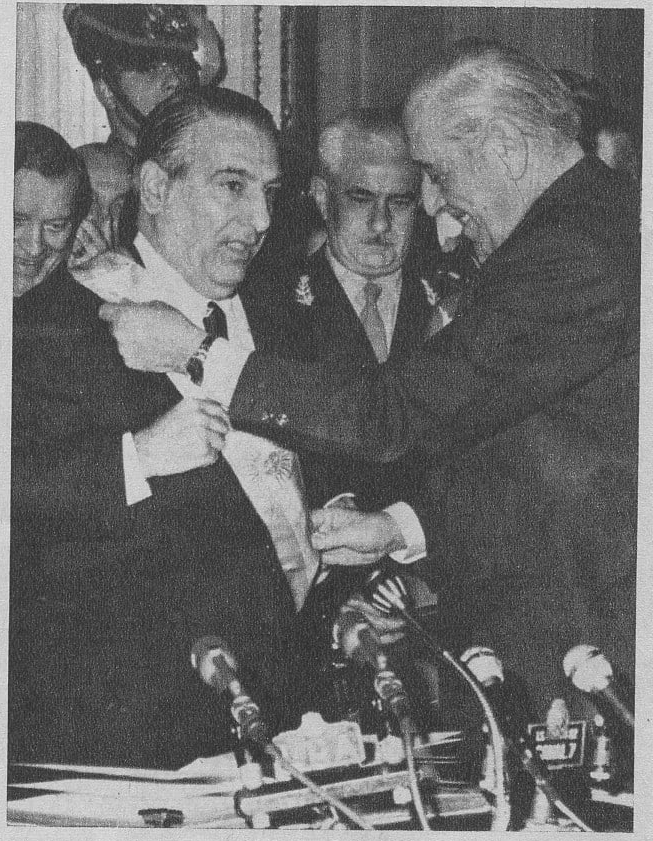
Cámpora le entrega el mando a Raúl Lastiri, 13 de julio de 1973.

Su gabinete ministerial representaba un amplio abanico de sectores:
- José Ber Gelbard (Economía), era un exitoso empresario ligado al grupo industrial Madanes (Fate, Aluar), presidente de la asociación patronal Confederación General Económica (CGE). No era peronista y estaba afiliado secretamente al Partido Comunista.[61]
- Esteban Righi (Interior), por entonces con 32 años, había sido el enlace entre Cámpora —a cuyo entorno pertenecía— y la Juventud Peronista;[62][63]
- José López Rega (Bienestar Social), secretario privado de Perón, pertenecía secretamente a la logia anticomunista Propaganda Due (P2), con base en Italia;
- Ángel Federico Robledo (Defensa), era un histórico del primer peronismo, donde fue convencional constituyente en 1949 y luego integró el triunvirato de conducción del peronismo en la clandestinidad, adoptando una posición "verticalista" de seguimiento a Perón;
- Juan Carlos Puig (Relaciones Exteriores), era un especialista en relaciones internacionales, con una definida postura de no alineación en la Guerra Fría, destacado como una de las figuras principales de la corriente del realismo de la periferia, dentro de la teoría de la dependencia;[64] fue propuesto para el cargo por el propio Cámpora;[62]
- Jorge Alberto Taiana (Educación), era otro histórico del primer peronismo y médico personal de Perón;
- Ricardo Otero (Trabajo), dirigente sindical de la Unión Obrera Metalúrgica, por entonces el sindicato más poderoso del país;
- Antonio J. Benítez (Justicia), otro peronista histórico, pero de origen radical. Fue uno de los primeros radicales que se sumó al peronismo, antes incluso de que Perón ganara las elecciones de 1946, siendo autor durante el primer peronismo de la avanzada ley de supresión de la discriminación legal entre hijos.

### Obra de gobierno

#### Política económico-social

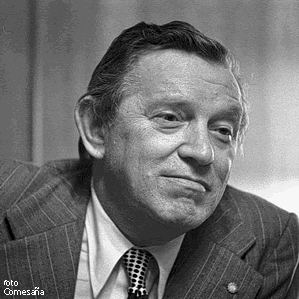
El ministro de Economía José Ber Gelbard, poderoso empresario impulsor de un empresariado nacional autónomo de las empresas multinacionales y vinculado al Partido Comunista, fue una de las figuras más importantes del tercer peronismo.

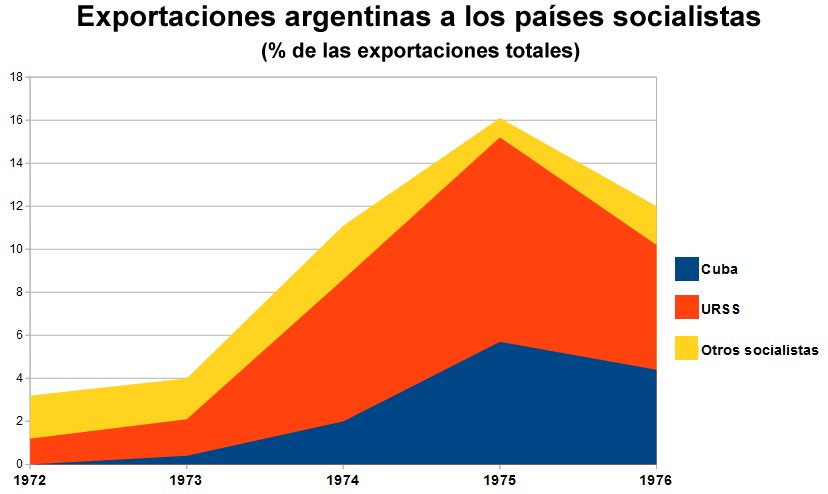
Gelbard amplió los mercados para las exportaciones argentinas, orientándose a los países socialistas, que alcanzaron el 16% del total en 1975.

Una de las principales políticas del gobierno de Cámpora fue un impulso inédito en la Argentina del diálogo social que tuvo su máxima expresión en el Pacto Social, gestionado por el ministro José Ber Gelbard y firmado el 8 de junio de 1973, por la CGT en representación de los trabajadores, la CGE en representación del empresariado privado nacional y el gobierno. En aquel momento, el empresariado de capital nacional estaba también integrado por una importante cantidad de empresas públicas, como la petrolera YPF, la siderúrgica Somisa, la gasífera Gas del Estado, la telefónica ENTel, la ferroviaria Ferrocarriles Argentinos, las navieras ELMA y Flota Fluvial, las energéticas Agua y Energía y Segba, la aeronáutica Aerolíneas Argentinas, la Fábrica Militar de Aviones, la Comisión Nacional de Energía Atómica (CNEA), entre otras.
El Pacto tenía tres objetivo principales: alcanzar una participación de los asalariados del 40-50% del ingreso nacional, en un lapso de cuatro años; reducir la alta inflación existente; y consolidar el crecimiento económico. Su principal acuerdo fue la renuncia de los sindicatos a realizar paritarias (negociación de convenios colectivos) por dos años, a cambio de que las empresas congelaran los precios y realizaran un aumento de salarios de suma fija, que para las categorías más postergadas representó un 20% de aumento real.
La política económica de Cámpora, llevada adelante por Gelbard —que se mantendría como ministro luego de la renuncia del presidente— tendría un "rotundo éxito inicial": el PBI creció el 4,5% (un tercio más que el año anterior); el desempleo bajó del 6,1% al 4,5%; la inflación que en el primer semestre del año llegó al 60%, se redujo al 0% en el segundo semestre; el peso argentino se revalorizó un 25%.
Gelbard llevó adelante también una política de desarrollo de las provincias más postergadas, que revirtiera los desequilibrios territoriales que favorecían a la región pampeana, promoviendo la industrialización de las materias primas en el lugar en que se extraían, así como la construcción de infraestructura en el interior. Esta política tuvo su punto más alto al mes siguiente de la renuncia de Cámpora, con la firma del Acta de Reparación Histórica del 25 de agosto de 1973, entre el Poder Ejecutivo Nacional y las provincias de Catamarca, La Rioja y San Luis. El régimen de promoción industrial creado por el peronismo, fue luego modificado por la dictadura instalada en 1976, eliminando el requisito de agregar valor a los insumos locales; y finalizaría en 2012.

#### Política internacional

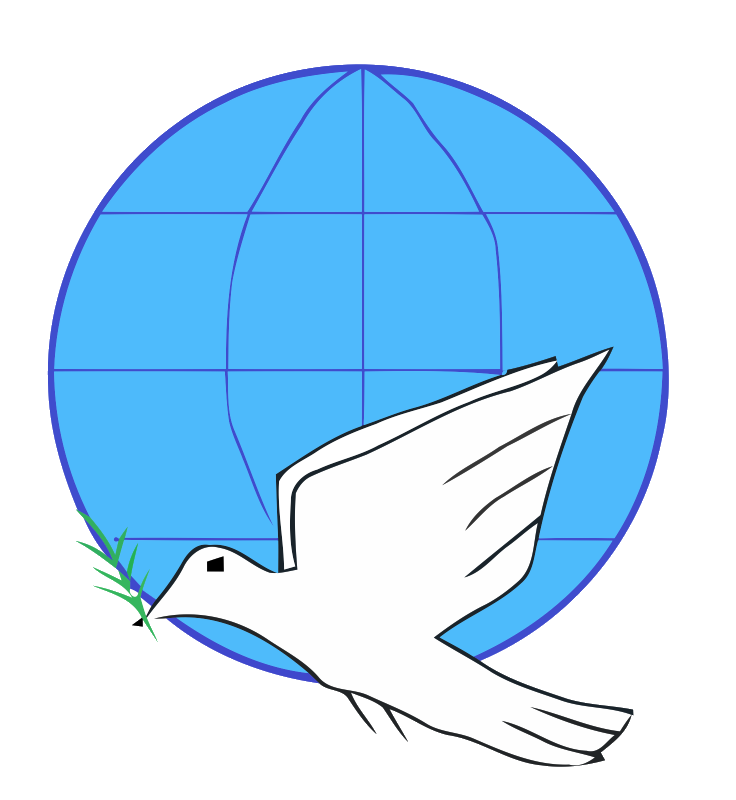
Logo del Movimiento de Países No Alineados. Una de las medidas más importantes tomadas durante el tercer peronismo, fue la decisión del presidente Cámpora ejecutada por Perón personalmente de que Argentina ingresara como miembro del MNOAL, en plena Guerra Fría.

La política internacional llevada adelante por Cámpora, a través de su canciller Juan Carlos Puig, estuvo orientada a reducir la dependencia argentina de Estados Unidos y evitar la alineación automática, diversificando las relaciones internacionales, tanto políticas como comerciales. El propio Perón actuaría como "primer embajador" al gestionar en julio el ingreso de la Argentina al Movimiento de Países No Alineados (MNOAL), que se concretaría en septiembre de ese año, cuando ya Cámpora había renunciado. El nuevo canciller Alberto Vignes y el ministro José López Rega —ambos de la P2—, intentarían evitar en septiembre la incorporación de Argentina al MNOAL, pero Perón desmontaría el intento.
Argentina firmó varios tratados comerciales con países socialistas, entre ellos Cuba, que le permitieron aumentar considerablemente el comercio con los mismos. Para fines de 1973, las exportaciones hacia los mismos se habían más que duplicado, y representaba un 10% del total de las exportaciones argentinas, cuando a principios de años representaban solo el 4%.
El 28 de mayo Argentina reanudó las relaciones diplomáticas con Cuba, interrumpidas por el gobierno militar, y comenzó a proveer a ese país de productos alimenticios e industriales para romper el bloqueo estadounidense.

#### Política educativa
La política educativa llevada adelante por el ministro Jorge Alberto Taiana —que continuó en el cargo luego de la renuncia de Cámpora—, se destacó especialmente en el área de educación de adultos y la universidad pública. En el área de educación de adultos, realizó un amplio programa desde la Dirección Nacional de Educación de Adultos (DINEA), entre ellos la Campaña de Reactivación Educativa (Crear), que se lanzaría el 11 de septiembre de 1973, cuando Cámpora ya había renunciado.
Un aspecto central de la política educativa de Taiana fue el papel que jugaron las universidades nacionales, ligadas al fenómeno del surgimiento de la juventud como fuerza social que caracterizaba a la época y al movimiento estudiantil. En las mismas se nombraron rectores que tomaron muchos de los principios democratizadores de la universidad formulados por el movimiento de Reforma Universitaria iniciado en 1918, y los orientaron hacia el objetivo de la "liberación", categoría política opuesta a la de "dependencia", que fue central en América Latina en las décadas de 1960 y 1970 y contaba con una masiva adhesión popular. Entre los rectores designados en las universidades nacionales —en muchos casos con apoyo o por reclamo del movimiento estudiantil— se encontraban Rodolfo Puiggrós-Ernesto Villanueva (UBA), Roberto Vicente Carretero (UNCuyo), Francisco Luperi (Córdoba), Rodolfo Agoglia (UNLP), Victor Benamo (UNS), Ángel Brovelli (UNR), y Roberto Ceretto (UNL).
Las universidades públicas mantuvieron la gratuidad y el ingreso irrestricto, la libertad de cátedra, la cátedra libre y la extensión universitaria; se vincularon los estudios con el aparato productivo y las “aspiraciones populares”; se crearon institutos para estudiar la realidad latinoamericana y del Tercer Mundo; se formaron equipos de trabajos con el objetivo de participar en proyectos de interés para las clases populares, como el que llevó adelante la Facultad de Arquitectura de la UBA para reorganizar las villas miseria, y la participación de varias universidades en la campaña nacional de alfabetización de adultos. En ese marco el movimiento estudiantil vivió un proceso de auge y movilización y las universidades se convirtieron en centros de cuestionamiento de las injusticias sociales.
La política universitaria impulsada por el gobierno de Cámpora, se institucionalizaría en marzo de 1974, ya con Perón presidente, con la sanción de la Ley de Universidades Nacionales 20654, conocida como Ley Taiana, que estableció un régimen de autonomía universitaria con gobierno tripartito (estudiantes, docentes y no docentes).

#### Política cultural
La política cultural de Cámpora, también a cargo del ministro Taiana, se caracterizó por un momento de amplia libertad ideológica, que contrastó fuertemente con los años anteriores y posteriores.
En el Instituto de Cine designó a Hugo del Carril y a Mario Soffici que elaboraron un proyecto de Ley de Cine que fomentaba la producción nacional y apuntaba a reconquistar los mercados hispanoparlantes, promoviendo la producción regionalizada de películas, la capacitación de los técnicos y estudiantes en circuitos de exhibición en Latinoamérica. Se abolió la censura, que durante la dictadura había llegado a niveles récord. Durante su gestión se incrementó la producción nacional (39 películas en 1973 y 40 en 1974), entre ellas La Patagonia rebelde de Héctor Olivera, Quebracho de Ricardo Wüllicher, La Raudito de Lautaro Murúa y La tregua de Sergio Renán. Esta última fue la primera película sudamericana en idioma español en ser nominada al Óscar a la mejor película extranjera. Soffici sería removido de su cargo en 1974, al asumir la Presidencia María Estela Martínez de Perón.
En la editorial de la Universidad de Buenos Aires, Eudeba, fueron designado Rogelio García Lupo y Arturo Jauretche como director y presidente respectivamente. Entre las publicaciones de esta época se destacó la colección Las Revoluciones (La revolución chilena, La revolución peruana y La revolución peronista) que alcanzaron altos números de ventas. Dos meses después de la muerte de Perón, ambos renunciaron. En febrero de 1977 la dictadura de Videla, mandó quemar decenas de miles de los libros editados en esa época. Con excepción de la publicación del informe Nunca más de la CONADEP en 1984, Eudeba no volvió a editar libros que tuvieran una alta cantidad de ventas.

#### Fuerzas Armadas
Una de las primeras medidas de Cámpora fue pasar a retiro a los principales jefes militares de la dictadura y designar en su lugar militares que aceptaran la subordinación de las Fuerzas Armadas a las autoridades constitucionales. En el Ejército Argentino fue designado comandante el teniente general Jorge Raúl Carcagno, en la Fuerza Aérea Argentina fue nombrado como titular el brigadier general Héctor Luis Fautario, mientras que el almirante Carlos Álvarez fue designado como nuevo comandante de la Armada de la República Argentina. Los tres jefes militares pertenecían al sector "profesionalista integracionista" de las Fuerzas Armadas, que sostenía que los militares debían supeditarse siempre al poder civil democrático.
Durante el gobierno de Cámpora, las organizaciones guerrilleras peronistas decidieron suspender la lucha armada y emprendieron una política de diálogo con las Fuerzas Armadas que se expresó, a su propuesta, en la designación del general Carcagno, como comandante en jefe del Ejército, abandonando la Doctrina de la Seguridad Nacional, que identificaba como enemigo al marxismo. Esta política de acercamiento tuvo su máxima expresión en el Operativo Dorrego realizado en octubre de ese año, en el que guerrilleros Montoneros y militares al mando del general Albano Harguindeguy, junto a militantes de la Juventud Peronista, actuaron mancomunadamente para reconstruir la localidad bonaerense de Coronel Dorrego, afectada por las inundaciones y asistir solidariamente a su población. Militares, guerrilleros y jóvenes compartieron los fogones nocturnos y marcharon juntos por la ciudad, al concluir el operativo.
Hasta diciembre de 1973 Montoneros y las Fuerzas Armadas mantendrían un diálogo fluido a través de los coroneles Jaime Cesio y Carlos Dalla Tea, que se vería interrumpido cuando Perón, ya presidente, removió a Carcagno.

### Acontecimientos
El Frente de Liberación Homosexual (FLH) había surgido en 1971 durante la presidencia de Alejandro Agustín Lanusse, como una federación de organizaciones LGBT, entre ellas el Grupo Nuestro Mundo, fundada en 1967, durante la presidencia de Juan Carlos Onganía dos años antes de los Disturbios de Stonewall, cuando casi no existía ninguna organización LGBT en el mundo y no había ninguna en Íberoamérica. El FLH estaba liderado por Néstor Perlongher e incluía entre sus miembros a figuras como los escritores Manuel Puig y Blas Matamoro, y el ensayista Juan José Sebreli. Durante el gobierno de Cámpora el FLH lanzó la revista Somos, primera en su tipo en América Latina y participaba en las grandes manifestaciones populares juveniles de la época, acercándose a Montoneros. En el acto de asunción de Cámpora, el FLH integró la columna de la Tendencia con un cartel que citaba una frase de la Marcha Peronista: «para que reine en el pueblo el amor y la igualdad». Por esa razón los grupos de la derecha peronista, «acusaron» a la Tendencia, de ser «putos y faloperos», hecho que a su vez ocasionó que los militantes de la Tendencia adoptaran la consigna homofóbica «No somos putos, no somos faloperos, somos soldados de FAR y Montoneros», que limitó la inserción del incipiente movimiento LGBT argentino, en el proceso de cambio que abrió la presidencia de Cámpora.

### Conflictos políticos y sociales

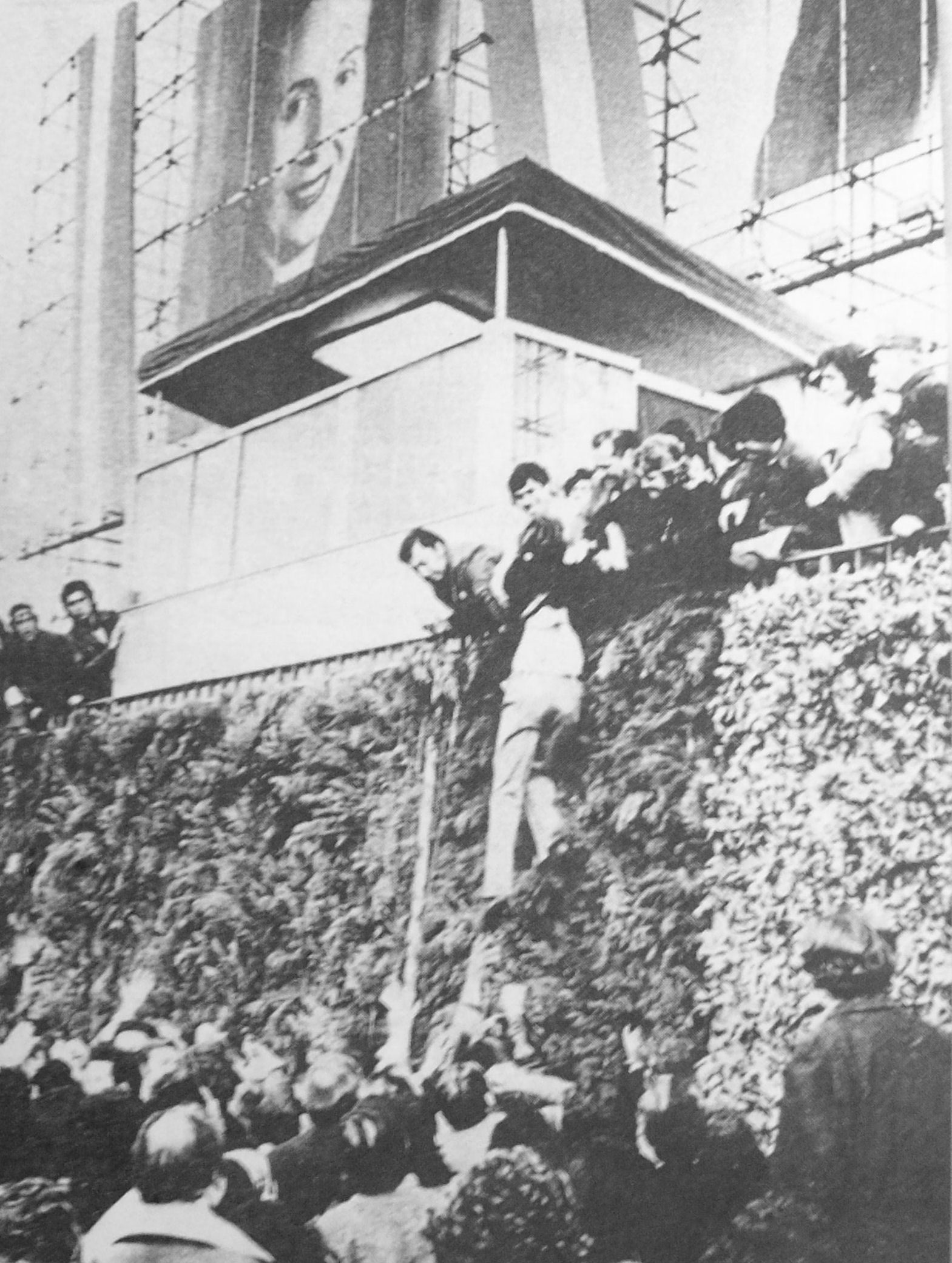
Masacre de Ezeiza del 20 de junio de 1973: en la foto Juan José Rincón, secretario de Prensa de la Juventud Peronista de la República Argentina (JPRA) de Avellaneda, sufriendo un intento de linchamiento desde el palco donde tendría que haber hablado Perón.

La vuelta del peronismo al poder luego de 18 años de proscripción y el objetivo de alcanzar la liberación nacional que se había propuesto el Frejuli, estuvieron cruzadas por reclamos y pujas sociales y políticas de carácter nacional e internacional. La Guerra Fría y la Doctrina de la Seguridad Nacional estadounidense estaban en pleno desarrollo y categorías como "marxismo", "subversión", "infiltración marxista" y la pertenencia a la izquierda política (referida en esos años con la expresión descalificadora de "zurdos" o "zurdaje"), desempeñaron un papel crucial en la delimitación de los bandos, y los enfrentamientos que se produjeron durante el tercer peronismo, y que continuarían durante la dictadura que lo derrocó y generalizó el terrorismo de Estado. Simultáneamente Chile, bajo el gobierno constitucional de Salvador Allende, estaba viviendo un momento de altísima confrontación en la que las fuerzas golpistas, apoyadas por empresas multinacionales y el gobierno de Estados Unidos, recurrían a un enfoque similar para organizar el golpe de Estado que finalmente concretarían en el mes de septiembre.
Una gran parte de la historiografía argentina e internacional recurre a la polaridad izquierda/derecha, tanto dentro como fuera del peronismo, para identificar a los bandos en pugna. Esta polaridad sin embargo, no daba cuenta acabada de las complejidades que tomaban los conflictos en los países periféricos. La confrontación capitalismo/comunismo que caracterizaba a la Guerra Fría, se superponía con reclamos e ideologías que cuestionaban las asimetrías entre los países centrales y los países periféricos, que daban cuenta los movimientos tercermundistas, como el nacionalismo económico-cultural que sostenía la idea de liberación nacional, la Teología de la liberación o la teoría de la dependencia, que no podían ser subsumidos en la oposición capitalismo/comunismo. Una organización como Montoneros, por ejemplo, considerada casi siempre como "de izquierda", era católica militante y nacionalista.
Se ha dicho que el hecho más conflictivo del período fue la decisión del gobierno de Cámpora de ingresar al Movimiento de Países No Alineados, ejecutada personalmente por Perón, como embajador extraordinario de la Argentina, junto al restablecimiento de las relaciones comerciales con los países del bloque comunista. Simultáneamente el Pacto Social fortaleció a los sindicatos, garantizó el papel planificador del Estado, amplió el espacio de las empresas estatales y privadas de propiedad nacional, a la vez que reducía la influencia de las empresas multinacionales. Uno de sus objetivos explícitos era el aumento del salario real en un 65% en un plazo de tres años. El plan fue apoyado por la CGT y el empresariado de capital argentino, pero fue severamente criticado por los voceros de las empresas multinacionales y las asociaciones empresarias del gran capital, como la Sociedad Rural Argentina y la Unión Industrial Argentina. La oposición de los sectores conservadores se focalizarían en lo que consideraban una tendencia a la "sovietización" del gobierno peronista, argumento que también utilizaría la dictadura militar instalada en 1976 para justificar el derrocamiento del gobierno constitucional, instalando el conflicto en la lógica binaria de la Guerra Fría.
También dentro de la Unión Cívica Radical había un avance de la juventud organizada durante la dictadura en Franja Morada y la Junta Coordinadora Nacional, contra la llamada "burocracia radical" encarnada en la dirigencia tradicional liderada por Balbín, la que a su vez cuestionaba a los sectores juveniles acusándolos de "marxistas". El año anterior el sector juvenil de izquierda había creado el Movimiento de Renovación y Cambio, obteniendo un 40% en las elecciones internas de la UCR y el derecho a estar representada en la conducción del partido, a través de Raúl Alfonsín. 
Todas las organizaciones guerrilleras que actuaban al momento de asumir el presidente Cámpora, decidieron continuar organizadas, pero mientras que las guerrillas peronistas habían decidido suspender la lucha armada y caminar hacia una fusión en nuevos términos con las Fuerzas Armadas, el ERP había anunciado el 13 de abril que no dejaría de combatir a los "enemigos del pueblo". Pese a esta última aclaración, durante el gobierno de Cámpora, el ERP no realizó ningún atentado ni operación militar.
El conflicto más grave sucedido durante el gobierno de Cámpora fue la Masacre de Ezeiza del 20 de junio de 1973. La misma se produjo en medio de una de las manifestaciones más masivas de la historia argentina, realizada para recibir al general Perón en su regreso definitivo a la Argentina. La organización y seguridad del acto habían quedado a cargo del Comando de Organización, con la colaboración de la Juventud Sindical Peronista, quienes colocaron hombres armados en el palco central y en un puesto de sanidad cercano. Cuando la numerosa columna de la Tendencia intentó instalarse frente al palco, comenzó un tiroteo contra la multitud con armas largas, con el fin de evitarlo. La televisión registró las imágenes de las personas que estaban en el palco con las armas largas en las manos, a la vez que se registraron torturas de militantes capturados en el puesto de sanidad. El saldo oficial fueron trece muertos y unos cien heridos, aunque las fuentes no oficiales sostienen que el número de víctimas fue mucho mayor. La Tendencia y en particular las organizaciones guerrilleras FAR y Montoneros, consideraron que la Masacre de Ezeiza fue una declaración de guerra de los sectores de extrema derecha. Horacio Verbitsky, quien perteneció a Montoneros, publicó una investigación clásica sobre aquel hecho, donde sostiene: 

La masacre de Ezeiza cierra un ciclo de la historia argentina y prefigura los años por venir... En torno de la masacre de Ezeiza y de sus consecuencias comenzó a manifestarse la alianza entre la derecha peronista y la derecha no peronista, que tan clara se hizo durante el gobierno militar 1976-1983.
Horacio Verbitsky, La Masacre de Ezeiza

### Renuncia
Cuando la dictadura militar estableció la restricción para presentarse como candidato presidencial a quienes no tuvieran su residencia en la Argentina después del 25 de agosto de 1972, con el fin de impedir que Perón lo hiciera, el propio Perón alertó sobre el peligro que significaba conformar un gobierno que dejara al margen a la persona más representativa del país:

Si en las próximas elecciones no se llama a elecciones generales, ofreciendo todas las garantías constitucionales, será difícil evitar la guerra civil... Yo les contesté (a los enviados de Lanusse) que no había trato y que sólo debían llamar a elecciones. Y si quiere Lanusse, que se presente nomás a las elecciones presidenciales, pero yo tengo más posibilidades de salir primer ministro o rey de Inglaterra que Lanusse presidente de los argentinos. Yo seré presidente, no puedo negarme a pesar de mis 76 años.
Juan D. Perón

El alerta de Perón no fue atendido y la dictadura le prohibió presentar su candidatura, dando así origen a una situación política de alta inestabilidad, debido a que la institucionalidad no se correspondía con el poder real. La famosa consigna electoral del Frejuli "Cámpora al gobierno, Perón al poder", daba cuenta de esa irregularidad institucional. Desde su regreso a Buenos Aires el 20 de junio, era Cámpora quien se dirigía a la casa de Perón para consultarlo; Perón en cambio, nunca fue a la Casa Rosada. El 29 de junio el diario La Opinión de Jacobo Timermann publicó por primera vez el trascendido de que Cámpora y Solano Lima renunciarían. La decisión fue tomada en la reunión del gabinete de ministros realizada el 4 de julio, donde se aprobó también la propuesta de José López Rega, de evitar que el mando pasara al presidente provisional del Senado Alejandro Díaz Bialet, como correspondía por la ley de acefalía, enviándolo a una misión fuera del país, para que recayera en su yerno Raúl Lastiri, presidente de la Cámara de Diputados.
El 12 de julio el vicepresidente Solano Lima anunció públicamente que él y el presidente Cámpora firmarían sus renuncias al día siguiente y que habría nuevas elecciones:

El candidato natural del FREJULI era Perón, pero fue vetado, y ahora es la oportunidad para que presente su candidatura.
Vicente Solano Lima

Al día siguiente Cámpora y Solano Lima presentaron sus renuncias ante el Congreso Nacional reunido en Asamblea Legislativa (ambas cámaras juntas), que aprobó las mismas y le tomó el juramento constitucional como presidente de la Nación a Raúl Lastiri, miembro, al igual que su suegro, de la logia anticomunista Propaganda Due, dirigida por Licio Gelli.

## Asilo, exilio y muerte
Luego de la renuncia se retiró a su casa en la localidad de San Andrés de Giles. En 1975, ya fallecido Perón y durante la presidencia de Isabel Perón, fue expulsado del Partido Justicialista. La noche del golpe de Estado del 24 de marzo de 1976 salvó su vida al escapar junto a su familia, cuando un grupo armado intentó asesinarlo en su casa, logrando asilarse en la embajada de México, donde permaneció poco más de tres años. Gravemente enfermo, en noviembre de 1979 la dictadura permitió que saliera del país, para exiliarse en México, donde murió a causa de un cáncer de laringe trece meses después, el 19 de diciembre de 1980, en la ciudad de Cuernavaca. Sus restos fueron repatriados en 1991 y sepultados en el cementerio de San Andrés de Giles.

## Memoria

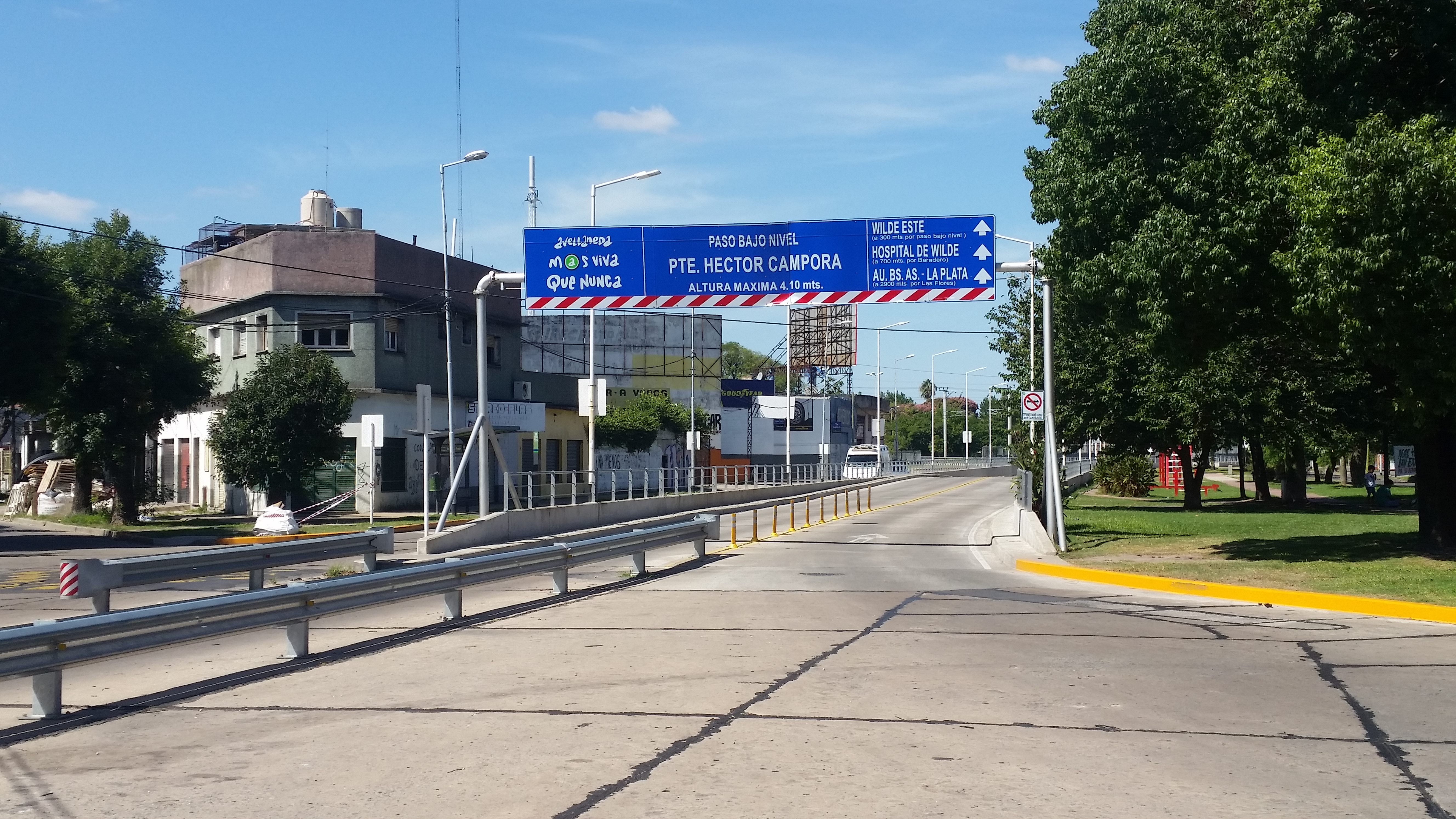
Paso bajo nivel "Héctor J. Cámpora" ubicado en Avellaneda, Buenos Aires, en su entrada por la avenida Ramón Franco.

Una importante avenida de San Andrés de Giles lleva su nombre. También lo llevan una autopista de la Ciudad Autónoma de Buenos Aires, un salón del Senado de la Provincia de Buenos Aires, un paso bajo nivel de las vías del ferrocarril Roca en la zona de Avellaneda, provincia de Buenos Aires, en cercanías del Parque Domínico, una plaza en la ciudad de Salta, una calle en Merlo, también en la provincia de Buenos Aires y la Costanera de la ciudad de Esquel. Además, una de las agrupaciones juveniles más importantes del peronismo kirchnerista, La Cámpora, tomó su nombre en reconocimiento de su labor como presidente.